# Cracovia Kraków
MKS Cracovia SSA (uitspraak: [ˈka ˈɛs kraˈkɔvʲa]), volledige naam Miejski Klub Sportowy Cracovia Sportowa Spółka Akcyjna (uitspraak: [ˈmʲɛjski ˈklub spɔrˈtɔvɨ kraˈkɔvʲa spɔrˈtɔva ˈspuwka akˈt͡sɨjna]), is een op 13 juni 1906 opgerichte voetbalclub uit Kraków (Krakau), Polen. Het is de tweede club uit die stad, achter Wisła Kraków. De club speelt vanaf het seizoen 2014/15 in de hoogste Poolse voetbaldivisie, de Ekstraklasa. Het stadion is gelegen in de wijk Zwierzyniec.

## Geschiedenis
De club werd opgericht in 1906. er was destijds nog geen grote competitie waaraan de club kon deelnemen. Krakau lag in Oostenrijk-Hongarije en de Oostenrijkse en Hongaarse competities waren niet toegankelijk voor clubs uit de kroonlanden. De club is de oudste nog bestaande club uit Polen. In de stad Lwów werden er eerder al clubs opgericht, maar deze stad ligt tegenwoordig in Oekraïne en de Poolse clubs zijn ontbonden. Na de Poolse onafhankelijkheid werd Cracovia in 1921 de allereerste Poolse landskampioen. Een echte competitie zoals heden werd pas enkele jaren later ingevoerd. In de beginjaren speelde de club elk jaar in een soort van tweede klasse, waarvan de kampioenen in een eindronde om de landstitel speelden. Toen de competitie in zijn huidige vorm werd ingevoerd in 1927 nam de club hier niet aan deel. Een jaar later sloot de club zich wel aan bij de competitie. 
Cracovia was van 1928 tot 1970 met af en toen enkele onderbrekingen een vaste waarde in deze competitie en werd nog vier keer landskampioen. Na drie degradaties op rij verzeilde de club één seizoen in de vierde klasse, maar kon meteen promotie afdwingen. Na vijf jaar promoveerde de club ook weer naar de tweede klasse en in 1982 weer naar de hoogste klasse, waar de club het twee seizoenen vol hield. Hierna ging de club weer op en neer tussen de tweede en derde klasse tot ze in 2004 weer naar de hoogste klasse promoveerden waar ze intussen terug een vaste waarde zijn, op het seizoen 2012/13 na. 

## Erelijst
Landskampioen (5x)
1921, 1930, 1932, 1937, 1948
Puchar Polski (1x)
2020

## In Europa
Uitslagen vanuit gezichtspunt Cracovia Kraków
| Seizoen                                                    | Competitie         | Ronde | Land                     | Club                | Totaalscore | 1e W    | 2e W       | PUC |
| ---------------------------------------------------------- | ------------------ | ----- | ------------------------ | ------------------- | ----------- | ------- | ---------- | --- |
| 2008                                                       | UEFA Intertoto Cup | 1R    | Vlag van Wit-Rusland     | Sjachtjor Salihorsk | 1-5         | 1-2 (T) | 0-3 (U)    | 0.0 |
| 2016/17                                                    | Europa League      | 1Q    | Vlag van Noord-Macedonië | Shkendija Tetovo    | 1-4         | 0-2 (U) | 1-2 (T)    | 0.0 |
| 2019/20                                                    | Europa League      | 1Q    | Vlag van Slowakije       | DAC Dunajská Streda | 3-3 u       | 1-1 (U) | 2-2 nv (T) | 1.0 |
| 2020/21                                                    | Europa League      | 1Q    | Vlag van Zweden          | Malmö FF            | 0-2         | 0-2 (U) |            | 0.5 |
| Totaal aantal behaalde punten voor UEFA coëfficiënten: 1.5 |                    |       |                          |                     |             |         |            |     |

## Externe links

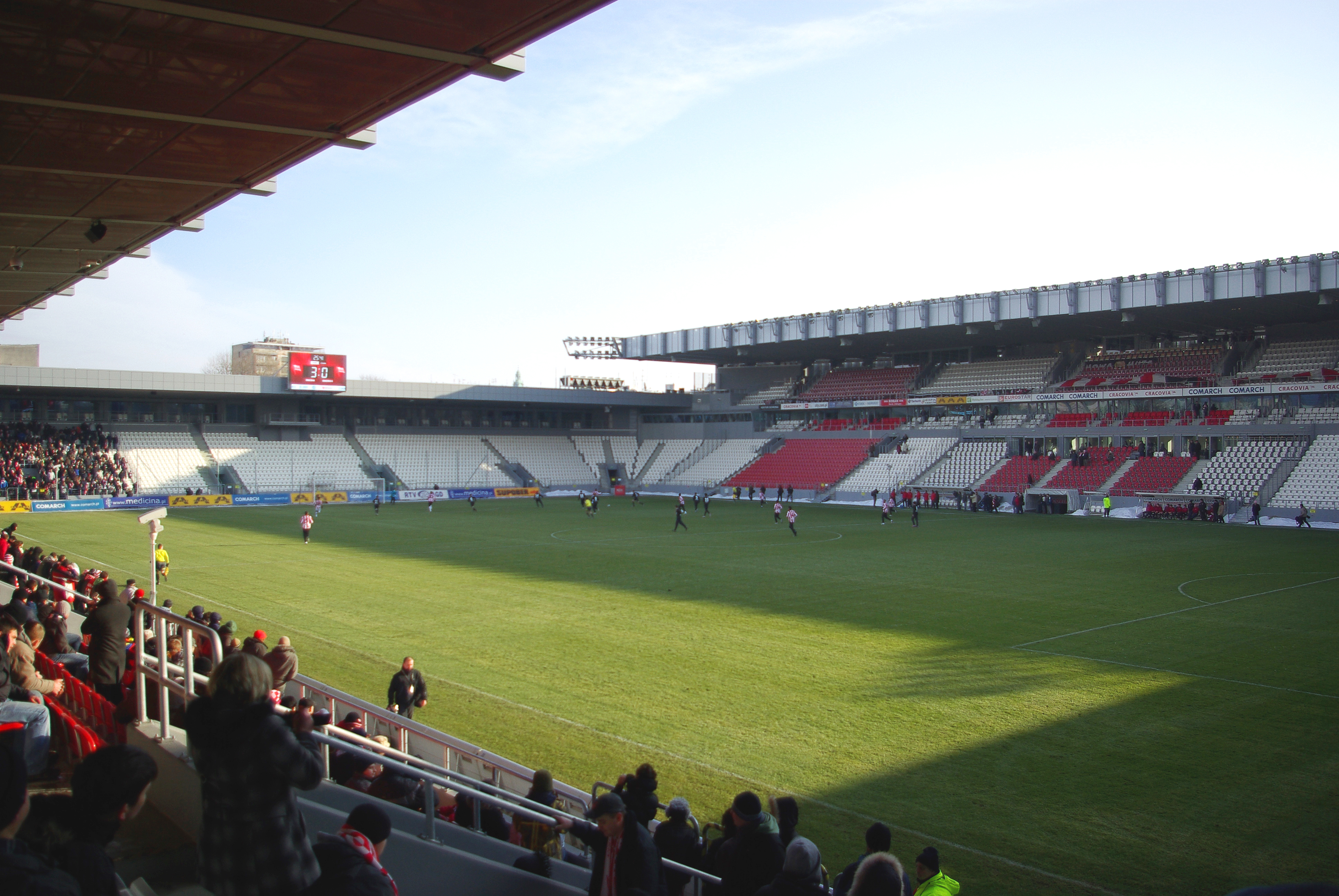
Józef Piłsudski Stadion

## Overzicht seizoenen
| Competitie  | Aantal | Periode (1920-1939, 1946-2020) |
| ----------- | ------ | --- |
| Ekstraklasa | 44     | 1921-1922, 1926, 1928-1935, 1937-1939, 1947-1954, 1958-1959, 1961-1962, 1966-1967, 1969-1970, 1982-1984, 2004-2012, 2013-....                        |
| I liga      | 30     | 1920-1923, 1926-1927, 1936, 1946, 1955-1957, 1960, 1962-1966, 1967-1969, 1970-1971, 1978-1982, 1984-1985, 1991-1992, 1995-1998, 2003-2004, 2012-2013 |
| II liga     | 20     | 1971-1972, 1973-1978, 1985-1991, 1992-1995, 1998-2003                                                                                                |
| III liga    | 1      | 1972-1973 |

## Huidige selectie (2015/16)

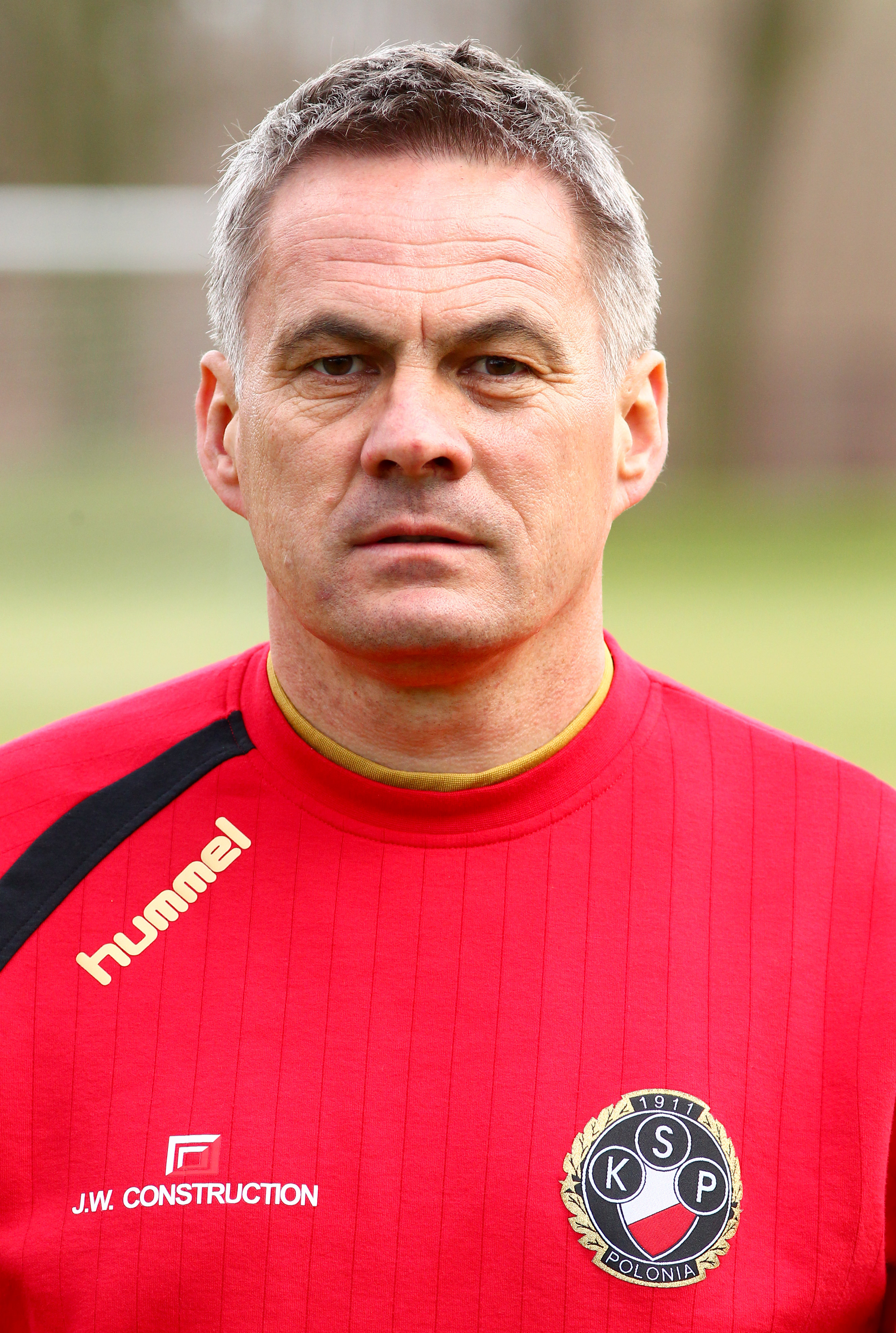
Jacek Zieliński (Trainer)

Laatst bijgewerkt: 19 juli 2015
| Nummer      | Naam                  |
| DOEL        | DOEL                  |
| ----------- | --------------------- |
| 19          | Krystian Stępniowski  |
| 29          | Grzegorz Sandomierski |
| 80          | Krzysztof Pilarz      |
|             | Adam Wilk             |
| VERDEDIGING |                       |
| 3           | Sreten Sretenović     |
| 21          | Hubert Wołąkiewicz    |
| 22          | Jakub Wójcicki        |
| 24          | Piotr Polczak         |
| 25          | Bartosz Rymaniak      |
| 26          | Luiz Carlos Deleu     |
| 44          | Paweł Jaroszyński     |
| MIDDENVELD  |                       |
| 5           | Miroslav Čovilo       |
| 7           | Boubacar Diabang      |
| 10          | Mateusz Cetnarski     |
| 14          | Damian Dąbrowski      |
| 23          | Łukasz Zejdler        |
| 27          | Marcin Budziński      |
| 67          | Bartosz Kapustka      |
| 96          | Mateusz Wdowiak       |
| AANVAL      |                       |
| 9           | Dariusz Zjawiński     |
| 32          | Krzysztof Szewczyk    |
| 62          | Erik Jendrišek        |
| 92          | Deniss Rakels         |
| Coach       | Jacek Zieliński       |

## Bekende (oud-)spelers

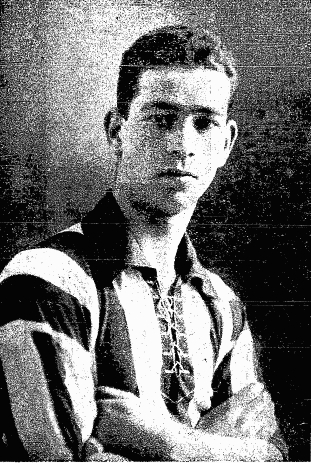
Ludwik Gintel

- Pelle van Amersfoort
- Koen van der Biezen
- Mick van Buren
- Ludwik Gintel
- Piotr Giza
- Mateusz Klich
- Radosław Matusiak
- Andrzej Niedzielan
- Saidi Ntibazonkiza
- Krzysztof Piątek
- Arek Radomski
- Tomasz Rząsa
- Hesdey Suart
- Antoni Szymanowski
- Marek Wasiluk